# Paul Rother (Mediziner)

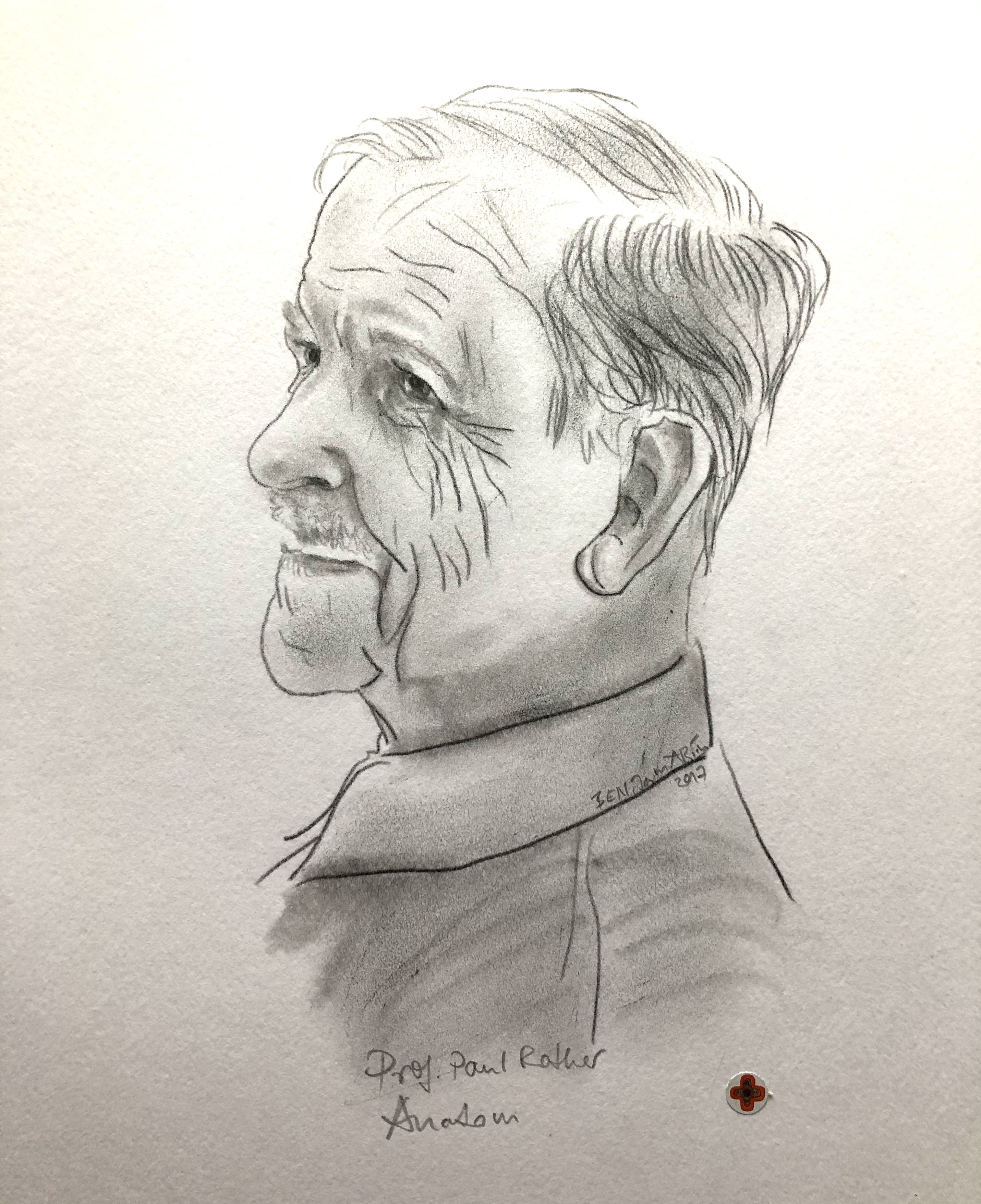

Paul Rother (* 24. Juni 1936 in Mamba am Kilimandscharo) ist ein deutscher Anatom.

## Leben und Werk
Paul Rother wurde am 24. Juni 1936 in Mamba (am Kilimandscharo) geboren. Er arbeitete nach einem Medizinstudium ein Jahr in Kliniken von Chemnitz. Danach war er 41 Jahre am Institut für Anatomie, Histologie und Embryologie der Universität Leipzig als Wissenschaftler und Anatom tätig, die letzten 17 Jahre davon als Professor.
Seine wissenschaftlichen Arbeiten konzentrierten sich auf die Embryologie, Histologie, sowie histomorphometrische Untersuchungen zum Altern der Gewebe, auf die quantitative Analyse des hyalinen Knorpels der embryonalen Anlagen, auf Dickenänderungen von Muskelfasern der menschlichen Zunge im Altersgang, die Trainierbarkeit der Muskulatur im Alter, die histomorphometrische Charakterisierung autonomer Bezirke der menschlichen Schilddrüse im Alternsgang, die Messung der Fettgewebsvermehrung in serösen und mukösen Drüsen, der viszeralen Lipomatose, die Quantifizierung der Schichtenbildung in der sich entwickelnden Netzhaut, die bildanalytische Bestimmung der fraktalen Dimension an histologischen Strukturen (Ziliarkörper, Leberläppchen) im Alternsgang und die Quantifizierung des Wechselspiels von Ordnung und Chaos in der Histologie.
Nach seiner Emeritierung 2001 begann er ein geisteswissenschaftliches Zweitstudium (Geschichte, Psychologie und Russistik) und schloss es 2006 mit den Magisterexamina ab. Paul Rother verschrieb sich der Lyrik und Prosa, publizierte im Bundesverband Deutscher Schriftstellerärzte (BDSÄ) und in verschiedenen Zeitschriften.
2001 erschien Erst ein Weiser, dann ein Kind (Gedichte), weitere Bücher, wie Der Westbusen: Geschichten und Gedichte über sieben Jahrzehnte, Fußball- und andere Sportgedichte folgten.

## Publikationen
Wissenschaftliche Werke
- mit Rolf Bertolini und Gerald Leutert: Systematische Anatomie des Menschen. Urban & Fischer Verlag, 1995, ISBN 3-86126-077-8.
- mit Dietmar Wendler und R. Luther: Embryologie des Menschen. 5. Auflage. Wissenschaftliche Scripten, 2000, ISBN 978-3-928921-01-5.

Belletristik und Sachbuch
- Erst ein Weiser, dann ein Kind. Steinmeier, Nördlingen 2010, ISBN 978-3-939777-47-2.[3]
- Der Westbusen: Geschichten und Gedichte über sieben Jahrzehnte. R. G. Fischer, Frankfurt am Main 2012, ISBN 978-3-89950-732-4.[4]
- Chronik der Stadt Königshütte Oberschlesien. Laumann Druck und Verlag, 1992, ISBN 3-89960-112-2.
- Fußball- und andere Sportgedichte . R. G. Fischer, Frankfurt am Main 2011, ISBN 978-3-89950-660-0.